# Czapla gwiżdżąca
Czapla gwiżdżąca (Syrigma sibilatrix) – gatunek dużego ptaka brodzącego z rodziny czaplowatych (Ardeidae) występującego w Ameryce Południowej. Jedyny przedstawiciel rodzaju Syrigma.

## Taksonomia
Podobieństwa w szkielecie czapli gwiżdżącej i ślepowronów doprowadziły do dyskusji na temat pokrewieństwa z tymi ptakami. W latach 1980. zostało (przynajmniej tymczasowo) uznane pokrewieństwo z rodzajem Egretta, z niewielką wątpliwością, czy należy wydzielać czaplę gwiżdżącą do osobnego rodzaju.

### Podgatunki
Wyróżniono 2 podgatunki: 
- Syrigma sibilatrix fostersmithi Friedmann, 1949
- Syrigma sibilatrix sibilatrix (Temminck, 1824)

## Morfologia
Czapla gwiżdżąca mierzy od 53 do 64 cm i waży od 521 do 546 g. Południowy podgatunek jest większy, ale jego dziób jest krótszy w stosunku do ciała. Upierzenie na grzbiecie i skrzydłach szaro-niebieskawe. W czasie lotu widoczne są białe pióra przy ogonie i na brzuchu. Pióra po bokach głowy, na szyi i piersi są białe, lecz ubrudzone na złotawy kolor, prawdopodobnie przez typowy u czapli proszek z piór pudrowych lub wydzielinę z gruczołu kuprowego. Powstały w ten sposób kolor nie jest jednakowy u wszystkich osobników. Dziób różowawy, niebiesko-fioletowy u nasady i czarny na czubku. Charakterystyczna jasnoniebieska skóra wokół oka, zielonkawa na krótkich nogach.
Nazwa zwyczajowa pochodzi od charakterystycznego gwiżdżącego dźwięku wydawanego w czasie lotu lub startu. W przeciwieństwie do innych czapli, ten gatunek prezentuje szybkie uderzenia skrzydłami (podobne do lotu kaczek) i lata z wyciągniętą do przodu, a nie esowato zgiętą szyją.

## Zasięg występowania i środowisko życia
Podgatunek S. s. fostersmithi zamieszkuje llanos oraz basen rzeki Orinoko na terenie Kolumbii i Wenezueli. S. s. sibilatrix zamieszkuje wschodnią Boliwię, Paragwaj, południową Brazylię, Urugwaj, Chile i północno-wschodnią Argentynę. Z niektórych regionów przenosi się sezonowo: w północno-wschodniej Wenezueli nie występuje od listopada do stycznia, ale pozostaje przez cały rok w innych rejonach, np. w prowincji Buenos Aires w Argentynie.
Występuje na wysokościach do 500 m, na sezonowo zalewanej sawannie, często na bardziej suchych i trawiastych terenach niż inne czaple, ale także na otwartych, podmokłych lub płytko zalanych obszarach. Ponieważ gniazduje na drzewach, preferuje otwarte tereny poprzecinane skupiskami drzew. Nie przeszkadza jej bliskość ludzkich siedlisk, pojawia się na pastwiskach oraz poboczach dróg i często siada na słupach.

## Pożywienie
Ten gatunek zjada wszystkie wodne i błotne zwierzęta, które uda mu się złapać lub ukraść – jest to przykład kleptopasożytnictwa. W jednym zaobserwowanym przypadku czapla gwiżdżąca odebrała zdobycz sokołowi rdzawobrewemu. Szukając pożywienia, często czatuje nieruchomo lub wolno spaceruje, ale potrafi także szybko biec za ofiarą lub z pozycji stojącej łapać latające owady (głównie ważki). Prędzej pozwoli człowiekowi zbliżyć się na niewielką odległość, niż opuści dobre miejsce na żer. Odżywia się pojedynczo lub w parach, ale zbiera się też w grupy do 100 osobników, zwłaszcza wieczorem przed udaniem się na spoczynek.

## Rozmnażanie
Podczas zalotów ptaki latają tam i z powrotem oraz chodzą w kółko, tańczą i gwiżdżą przed kopulacją. 
Gniazdują pojedynczo, podczas gdy pozostałe gatunki czapli zwykle gniazdują w koloniach. Mogą zakładać gniazda na dojrzałych drzewach takich jak araukaria lub na egzotycznych gatunkach np. eukaliptus. Jaja są bladoniebieskie i cętkowane o wymiarach ok. 4,7 × 3,6 cm, zwykle 3 lub 4 sztuki w jednym lęgu. Inkubacja trwa ok. 28 dni, po 42 dniach od wyklucia pisklęta są już opierzone. Młode proszą o jedzenie sycząc z opuszczonymi skrzydłami. Przetrwanie jaj ocenia się na 28%, a młodych osobników na 40%. Burze, które niszczą gniazda, są ważną przyczyną strat. Na podstawie obserwacji grup rodzinnych stwierdzono, że tylko 2 osobniki z jednego lęgu dożywają upierzenia. W przeciwieństwie do innych czapli, ten gatunek opiekuje się młodymi jeszcze po opuszczeniu gniazda.

## Status
W Czerwonej księdze gatunków zagrożonych IUCN czapla gwiżdżąca jest klasyfikowana jako gatunek najmniejszej troski (LC – Least Concern).